# Фруар
Фруар (на френски: Frouard) е селище в департамента Мьорт е Мозел на регион Гранд Ест в източна Франция.
Фруар е предградие на Нанси, разположено на 10 km северно от центъра на града, близо до вливането на река Мьорт в Мозел. Селището възниква около основания през 1271 година замък. Населението му е 6566 души (по данни от 1 януари 2016 г.).